# Palor (peuple)
Les Palor – ou Sereer-Palor, ou Waro dans leur propre langue – sont un groupe ethnique du Sénégal établi au centre-ouest du pays, au sud-ouest de Thiès,. C'est un sous-groupe de l'ethnie sérère que l'on trouve au Sénégal, mais également en Gambie et en Mauritanie. Quoique ethniquement Sérères, les Palor ne parlent pas la langue sérère, mais l'une des langues cangin, le palor.

## Ethnonymie
Waro (dans leur langue), Palors-Sile, Waro-Waro, Falor, Sili, Sili-Sili (le nom qu'ils utilisent pour leur langue),. Le mot Sili est un mot palor qui signifie « Sérère ».

## Histoire
Selon l'Atlas national du Sénégal, la population s'élevait à 5 000 personnes en 1977. En 2007, elle en comptait 10 700. Les Palor sont établis dans la région historique du Diander, dans des localités telles que Gorom, Sébikotane, Tieudem ou Mbidjeum.
Les Palor font partie du peuple cangin et constituent un sous-groupe des Sérères. Selon la tradition orale, les Palor et les Ndut partagent la même origine et la même langue. La tradition veut aussi que les Palors soient partis vers le sud depuis le village de Palo qui se trouve en pays Ndut. Une autre version attribue la séparation des deux peuples à un désaccord entre deux frères, ayant abouti à l'exil du plus jeune vers le nord du pays Palor pour former le groupe Ndut. De la même manière, les Safènes et les Nones possèdent un patrimoine ancestral commun. Les Nones avaient l'habitude de revenir prier au bois sacré qu'ils avaient quitté en pays Saafi pour émigrer vers le nord. Plus généralement, les Cangins sont partie du groupe sérère. Quelques-uns de ces groupes ont été vaincus au XIe siècle par les Almoravides et leur armée de coalition musulmane en marche vers le Tekrour (aujourd'hui le Fouta Toro). Une partie de la population, réfractaire à l'islam, émigra alors vers le sud,,. 
Les Palor, comme la plupart des locuteurs cangin résidant au Cayor ou dans les régions limitrophes, ont une longue réputation guerrière : ils se sont battus contre le damel du Cayor, les Portugais et les Français,. Leur souverain portait le titre de « Fara Ndout » (ou Fara Ndut). Il était désigné par le damel au sein de la famille royale, et candidat au trône du Cayor. Il avait autorité sur les Ndut, les Palor et la région du Diander. Dans certains cas, il n'a guère été écouté. 
Ils font partie des plus anciens habitants du Sénégal, en particulier dans la région de Pout.

## Culture
La langue palor fait partie des langues cangin. Elle est très proche du ndut et plus lointainement liée au sérère.
Beaucoup de Palor sont agriculteurs et cultivent le mil (l'aliment de base chez les Sérères). Ils produisent et vendent également des arachides, du manioc, des mangues, des tomates et du bissap. De nombreux Palor travaillent aussi dans les villes de Thiès et Dakar, et même parfois plus loin, à Kaolack, afin de gagner un revenu et soutenir leurs familles. Contrairement aux autres groupes sérères, les Palor, en particulier ceux issus de milieux défavorisés, sont dans une situation éducative désavantageuse, parce qu'il y a peu ou pas d'enseignement dans leur propre région. En conséquence, ils doivent envoyer leurs enfants dans des pensionnats en pays safène (les terres des Saafi), comme à Sangué. Le manque d'infrastructures a longtemps privé ces enfants d'une véritable éducation formelle.

## Religion
Comme beaucoup de locuteurs des langues cangin tels que les Saafi, les Palor restent attachés aux principes de la religion sérère. Ils offrent les prémices de leurs récoltes aux esprits de leurs ancêtres (Pangool) et conservent un chef coutumier qui adresse des prières aux esprits (cependant les Saltigués peuvent aussi jouer ce rôle). Leurs chants religieux traditionnels – le plus souvent chantés en ndut – ont également été préservés et sont à la base des hymnes religieux sérères. 
Certains Palors sont chrétiens ou musulmans. Comme pour la plupart des Sérères musulmans, leur conversion à l'islam est très récente. Même s'il existe quelques communautés musulmanes ou chrétiennes parmi les Palor, le syncrétisme avec la religion sérère traditionnelle est très répandu.